# Развиће хетероспорних кормофита
Више биљке могу да се бесполно размножавају изоспорама или хетероспорама. Оне које се размножавају изоспорама, нпр. извесне папрати, имају све споре истог облика и из њих израстају гаметофити на којима се једни уз друге стварају архегоније и антеридије. Хетероспорне кормофите (неке групе папратница,све голосеменице и скривеносеменице) стварају као тела за бесполно размножавање хетероспоре : крупније-макроспоре и ситније-микроспоре. Макрогаметофит (настаје клијањем макроспоре) ће стварати архегонију са јајним ћелијама, а микрогаметофит (развија се из микроспоре) антеридије са антерозоидима.

## Хетероспорне папратнице
То су водене папрати, папратнице из фамилије Selaginellaceae итд. Код ових биљака на посебним спорофилима стварају се микроспорангије и макроспорангије, а у њима после редукционе деобе микроспоре и макроспоре. Из микроспоре развија се микропроталијум (микрогаметофит) који не напушта опне споре, на њему антеридије у којима се стварају антерозоиди. Овај проталијум није у стању да се сам исхрањује, већ се развија на рачун резервних материја спора. Слично је и са проталијумом који се ствара од макроспора (макрогаметофит). Оплођење је као и код изоспорних папрати,из зигота се развија нова биљка-спорофит.

## Голосеменице
Оне су такође хетероспорне. Код њих се види даља редукција гаметофита (хаплофаза). Оне имају формирана посебна тела за размножавање-семена. Споре не врше ту функцију. Од данашњих голосеменица су биљке реда Cycadales, који обухвата тропске биљке крупних листова, сакупљених на врху стабла, па донекле личе на палме. Овом реду припада род Cycas. На биљкама Cycasa стварају се жућкасти макроспорофили. Са доње стране макроспорофила 2-8 макроспорангија, која се код семених биљака зову семени замеци. Макроспорангије су обавијене интегументима, који на врху остављају отвор-микропилу. Испод интегумента налази се вишећелијско ткиво- nucelus. Једна од његових ћелија даје 4 макроспоре, од којих се једна потпуно развија као мегаспора. Спора је настала у nucelusu, у њему клија дајући вишећелијски, безбојан проталијум. У горњем делу овог проталијума, стварају се 2 а некад и више архегонија у којима се налазе крупне јајне ћелије. Део нуцелуса изнад проталијума се раствара дајући шупљину-поленову комору која је богата шећером. На другој индивидуи Cycasa стварају се микроспорофили (прашници), градећи творевине сличне шишарицама. На њима се образују поленове кесице, а од њиховог археспоријума настају поленова зрна. После сушења поленове кесице,поленова зрна испадају и разноси их ветар. Поленова зрна обавијена су са две опне, спољња је дебља и зове се егзина,а унутрашња је тања и зове се интина. Клијање микроспоре врши се још у микроспорангијама, а проталијум не напушта опне споре. Он настаје тако што се протопласт микроспоре подели на 3 ћелије. Када поленово зрно падне на семени заметак, крупнија ћелија расте, дајући хаусторију која раскида спољну опну поленовог зрна и ураста у нуцелус из кога црпи храну. Од антеридијалне ћелије постају два крупна антерозоида,са спрално распоређеним бичевима који пролазе кроз поленову цев. Један од њих доспева до једне од јајних ћелија и наступа оплођење. Од зигота настаје зачетак спорофита-клица, која је урасла у женски проталијум. Од интегумента настаје чврста семењача која обавија клицу и резервно ткиво. На тај начин постаје семе. 

## Четинари
Код њих, размножавање је другачије. Они имају спорофиле сакупљене у шишарицама (шишаркама). Средином мушке шишарке протеже се осовина на којој су смештени прашници. Са њихове доње стране су 2 поленове кесице,у којима се образују поленова зрна.
Женске шишарке такође имају средишњу осу, на којој су утврђене плодне љуспе,са два семена заметка. Семени заметак је опкољен вишеслојним интегументом. Унутра се налази главно ткиво - нуцелус. Интегумент не сраста потпуно већ оставља један отвор, уласка нуцелусу. У њему се запажа једна крупнија ћелија са гушћом цитоплазмом од осталих,то је матера ћелија макроспора (археспор). Археспоријална ћелија се дели редукцоном деобом и тако настају четири ћелије,од којих се три дегенеришу,а четврта даје ембрионову кесицу. То је у ствари макроспора. Клијање макроспора почиње слободним деобама једара,чиме се ембрионова кесица повећава и затим наступа образовање ћелијских зидова и тако се ствара ткиво које одговара женском проталијуму, а које представља примарни ендосперм. На горњем крају ендосперма стварају се две архегоније и свака има крупну јајну ћелију, ситну трбушно-каналну ћелију и кратак врат.
Клијање поленових зрна почиње док су још у поленовим кесицама. Најпре се изврши једна или више деоба једра,од чега постају ћелије мушког проталијума које се брзо дегенеришу и сада се у унутрашњости поленовог зрна, поред крупне вегетативне ћелије, издваја антеридијална ћелија. Оваква поленова зрнанапуштају поленове кесице и ношена ветром доспевају на женске шишарке. Поленова зрна пролазе кроз микропилу и долазе до врха нуцелуса, где почињу клијати у поленову цев. Антеридијална ћелија се сада дели најпре у 2 ћелије,од којих је једна стерилна,а друга сперматогена ћелија. Ова се, затим,опет дели у две сперматичне ћелије које се заједно са поленовом цеви спуштају према архегонији. Тада се раствара зид врха поленових цеви и једна сперматична ћелија се спаја са јајном ћелијом. Тако је извршено оплођење и из оплођене јајне ћелије развија се ембрион (клица).

## Скривеносеменице
Смена генерација скривеносеменице јако се по детаљима доста разликује,у принципу је иста као код свих осталих хетероспорних кормофита. Поленова зрна стварају се на посебним прашницима. Семени замеци постају на посебним листовима,који се савијају и срастају својим ободом градећи тучак. У унутрашњости тучка затворени су семени замеци. Док их семених заметака постају семена, од доњег дела тучка који их затвара, настаје плод карактеристичан само за скривеносеменице. Спорофили и то заједно микро и макро спорофили налазе се на посебном,измењеном делу стабла,врло скраћених интернодија. Они су обавијени цветним омотачем и граде цвет.